# Kevin Suarez
Pour les articles homonymes, voir Suarez.
Kevin Suarez (né le 17 octobre 1989 à Ixelles) est un coureur cycliste belge.

## Biographie
Fin 2014, il quitte la formation luxembourgeoise Differdange-Losch et signe un contrat avec l'équipe continentale belge Colba-Superano Ham. Sous ses nouvelles couleurs, il gagne le Grand Prix du 1er mai - Prix d'honneur Vic De Bruyne en 2015.

## Palmarès et classements mondiaux

### Palmarès par année
- 2011
  - Tienen-Oplinter
  - Prix de Stekene
  - 2e étape de Orp-Jauche
- 2012
  - Internatie Reningelst
  - Nieuwrode-Rot
  - 2e du Grand Prix de la ville de Vilvorde
- 2013
  - 3e du championnat du Brabant flamand du contre-la-montre
- 2015
  - Grand Prix du 1er mai - Prix d'honneur Vic De Bruyne
- 2017
  - Grand Prix de Kraainem
  - 3e du Championnat du Pays de Waes

### Classements mondiaux
| Année           | 2012 | 2013 |
| --------------- | ---- | ---- |
| UCI Europe Tour | 674e | 594e |